# Aripero Village
Aripero Village es una villa de Trinidad y Tobago, que forma parte de la región de Siparia.

## Geografía
La villa abarca parte de la isla Trinidad y limita al norte con el golfo de Paria, al sur con Mon Desir-Silver Stream, al este con Dow Village y Mon Desir y al oeste con Rousillac.

## Demografía
Datos demográficos de la villa de Aripero Village:
| Gráfica de evolución demográfica de Aripero Village entre 2000 y 2011 |
|                                                                       |